# Intendance de Buenos Aires
1778–1820
Entités précédentes :
- Gouvernorat de Buenos Aires (Vice-royauté du Pérou)

Entités suivantes :
- Province de Buenos Aires (Provinces-Unies du Río de la Plata)

L’intendance de Buenos Aires, ou province de Buenos Aires, était une entité administrative au sein de la vice-royauté du Río de la Plata (subdivision de l’ancien Empire espagnol). Elle a disparu en 1822 avec l'indépendance des Provinces-Unies du Río de la Plata.

## Histoire
À la suite des réformes bourboniennes, le roi Charles III d'Espagne sépara les territoires sud de la Vice-royauté du Pérou et les érigea en tant que Vice-royauté du Río de la Plata en 1776. Cette réforme réorganisa également les subdivisions territoriales. Les Gouvernorats disparurent et furent remplacés par des Intendances. Le Gouvernorat du Río de la Plata (ayant lui-même succédé au Gouvernorat de Nouvelle-Andalousie en 1549), est remplacée par l'Intendance de Buenos Aires.
Le 25 mai 1810 les événements de la Révolution de mai atteint Buenos Aires, au cours desquelles le vice-roi Baltasar Hidalgo de Cisneros est déposé. Le dernier intendant fut Miguel Matias de Irigoyen, qui a gouverna seulement du 9 au 11 février 1820, date à laquelle la nouvelle Province de Buenos Aires est instaurée.